# 田上太秀
田上 太秀（たがみ たいしゅう、1935年 - ）は、日本の仏教学者、駒澤大学名誉教授。
ペルー・リマ生まれ。駒澤大学仏教学部卒業。東京大学大学院修士課程修了。同博士課程満期退学。駒澤大学仏教学部助教授、教授、2006年定年退職、名誉教授。駒澤大学禅研究所所長。87年「菩提心の研究」で駒澤大学文学博士。
他宗教については、イエスとムハンマドが現れなかったら、キリスト教もイスラム教も今日のような宗教にはならなかったであろうとしている

## 著書
- 『よくわかる禅 わかりにくい禅を楽しく理解できる』エール出版社　1975
- 『禅の思想 インド源流から道元まで』東京書籍　1980　東書選書
- 『釈尊の譬喩と説話』第三文明社　1981　レグルス文庫
- 『仏教の生き方考え方』三修社　1982
- 『仏陀のいいたかったこと』講談社　1983　のち学術文庫
- 『道元のいいたかったこと』講談社　1985　もんじゅ選書
- 『禅語散策』東京書籍　1987　東書選書 のち講談社学術文庫
- 『道元のこころ』大蔵出版　1987　日本仏教のこころ
- 『道元の宗教 『修証義』の読み方・考え方』渓水社　1987　北辰堂仏教選書
- 『仏教の世界』三修社　1987
- 『四十二の教訓 四十二章経を語る』日新出版　1990
- 『菩提心の研究』東京書籍　1990
- 『仏教と性差別 インド原典が語る』東京書籍　1992　東書選書 改題『仏教と女性 インド仏典が語る』
- 『母父の恩愛 父母恩重経を語る』日新出版　1993
- 『迷いから悟りへの十二章』日本放送出版協会　1999　NHKライブラリー
- 『人間ブッダ』第三文明社　レグルス文庫 2000 → 大法輪閣 2025
- 『道元の考えたこと』講談社学術文庫　2001
- 『ブッダの人生哲学 「正しく生きる」ということ』2002　講談社選書メチエ
- 『仏性とはなにか 『涅槃経』を解き明かす』大蔵出版　2003
- 『涅槃経』を読む ブッダ臨終の説法』2004　講談社学術文庫
- 『ブッダが語る人間関係の智慧 『六方礼経』を手がかりに』東京書籍　2008
- 『仏典のことば さとりへの十二講』2010　講談社学術文庫
- 『ブッダの最期のことば』NHK出版　2011 NHKこころの時代
- 『仏教の真実』講談社現代新書、2013

### 共編
- 『禅の思想辞典』石井修道共編著　東京書籍　2008

### 翻訳
- 『ブッダ臨終の説法 完訳大般涅槃経』全4巻　大蔵出版　1996-97 → 大法輪閣 2022-

### 論文
- CiNii>田上太秀
- INBUDS>田上太秀

## 参考
- 図解 ブッダの教え - 紀伊國屋書店BookWeb